# STS-51-D
STS-51-D, voluit Space Transportation System-51-D, was een Spaceshuttlemissie van de NASA waarbij de Space Shuttle Discovery gebruikt werd. De Discovery werd gelanceerd op 12 april 1985. Dit was de zestiende Space Shuttlemissie en de vierde vlucht voor de Discovery.

## Bemanning
- Karol J. Bobko (2), Commander
- Donald E. Williams (1), Pilot
- Margaret Rhea Seddon (1), Mission Specialist 1
- Jeffrey A. Hoffman (1), Mission Specialist 2
- S. David Griggs (1), Mission Specialist 3
- Charles D. Walker (2)
- Jake Garn (1), Payload Specialist 2

tussen haakjes staat het aantal vluchten die de astronaut gevlogen zou hebben na STS-51-D

## Missieparameters
- Massa
  - Shuttle bij Lift-off: 113,802 kg
  - shuttle bij landing: 89,816 kg
  - vracht: 16,249 kg
- Perigeum: 445 km
- Apogeum: 535 km
- Glooiingshoek: 28.5°
- Omlooptijd: 94.4 min